# Schelcher Prince
Pour les articles homonymes, voir Schelcher et Prince.
Schelcher Prince Gestion est une société de gestion française, affiliée à Arkéa Investment Services,  spécialisée dans la gestion active et patrimoniale. Créée en 2001, Schelcher Prince Gestion possède un savoir-faire historique reconnu en gestion obligataire et de convertibles. Elle gère aujourd'hui plus de 6 milliards d'euros et compte une quarantaine de collaborateurs.  
Au fil des années, la gamme a évolué pour s’adapter aux besoins des investisseurs et est organisée autour de quatre expertises : obligations convertibles et produits diversifiés, crédit high yield, absolute return, actions et dette non cotée pour participer au financement de l’économie.
Impliquée dans l'économie responsable, Schelcher Prince Gestion s’appuie sur une équipe de recherche dédiée, combinant analystes financiers et analystes ESG, et intègre depuis 2016 les critères ESG à l'ensemble de sa gestion.

## Historique
L'entreprise est fondée en 1982 sous le nom de Schelcher Prince Finance par Christian Prince, fondateur et président de l'entreprise de 1982 à 2012. Christian Prince, ancien agent de change, est administrateur de la société Schelcher Prince Gestion et président du conseil d'administration de SPPI Finance (anciennement Schelcher Prince Patrimoine et Investissements), société descendant également de l'ancienne charge Schelcher-Prince. 
Transformée en société de bourse, la charge Schelcher Prince est rachetée en décembre 1987 à 100 % par la Compagnie parisienne de réescompte (CPR). 
À partir de 1992, Schelcher Prince entre dans le giron du Crédit agricole. Schelcher Prince décide de retrouver son indépendance quelques années plus tard et sort du giron du Crédit Agricole en 2001 en devenant la société de gestion indépendante Schelcher Prince Gestion. 
En 2010, Crédit mutuel Arkéa acquiert 34 % du capital de Schelcher Prince Gestion (via sa filiale Federal Finance, devenue Arkéa Investment Services), puis devient actionnaire majoritaire en montant à hauteur de 51 % du capital en 2011 et 85 % par la suite.